# Машино (Щёлковский район)
Машино — деревня в Щёлковском районе Московской области России, входит в состав городского поселения Фряново. Население — 4 чел. (2010).

## География
Деревня Машино расположена на северо-востоке Московской области, в северо-восточной части Щёлковского района, примерно в 50 км к северо-востоку от Московской кольцевой автодороги и 36 км от одноимённой железнодорожной станции города Щёлково, на безымянном правом притоке реки Ширенки бассейна Клязьмы.
В 4 км южнее деревни проходит Фряновское шоссе Р110, в 10 км к северо-востоку — Московское большое кольцо А108, в 17 км к юго-западу — Московское малое кольцо А107, в 17 км к северо-западу — Ярославское шоссе М8. Ближайшие сельские населённые пункты — деревни Бартеньки, Маврино и Старопареево.
К деревне приписано два садоводческих товарищества (СНТ).

## Население
| 1859 | 1899 | 1926 | 2002 | 2006 | 2010 |
| ---- | ---- | ---- | ---- | ---- | ---- |
| 158  | ↘110 | ↗132 | ↘8   | ↘6   | ↘4   |

## История
В «Списке населённых мест» 1862 года — владельческое сельцо 1-го стана Дмитровского уезда Московской губернии по левую сторону Архангело-Богородского тракта (от Сергиевского Посада в Богородский уезд), в 64 верстах от уездного города и 24 верстах от становой квартиры, при реке Торгоме, с 17 дворами и 158 жителями (71 мужчина, 87 женщин).
По данным на 1899 год — деревня Морозовской волости 1-го стана Дмитровского уезда с 110 жителями.
В 1913 году — 19 дворов.
По материалам Всесоюзной переписи населения 1926 года — деревня Головинского сельсовета Аксёновской волости Богородского уезда Московской губернии в 4 км от Фряновского шоссе и 43 км от станции Щёлково Северной железной дороги, проживало 132 жителя (63 мужчины, 69 женщин), насчитывалось 23 крестьянских хозяйства, работала ткацкая артель.
С 1929 года — населённый пункт Московской области в составе:
- Головинского сельсовета Щёлковского района (1954—1959)[13],
- Головинского сельсовета (до 31.07.1959) и Старопареевского сельсовета Балашихинского района (1959—1960)[13][14],
- Старопареевского сельсовета Щёлковского района (1960—1963, 1965—1994)[15][16],
- Старопареевского сельсовета Мытищинского укрупнённого сельского района (1963—1965)[17],
- Старопареевского сельского округа Щёлковского района (1994—2006)[16],
- городского поселения Фряново Щёлковского муниципального района (2006 — н. в.)[18][19].